# Mandalay-Region
Koordinaten: 21° 0′ N, 95° 45′ O
Die Mandalay-Region (မန္တလေးတိုင်းဒေသကြီး, BGN/PCGN: mandaledaingdethagyi; bis 2008 Mandalay-Division) ist eine der 15 Verwaltungseinheiten von Myanmar.

## Geographie
Die Mandalay-Region grenzt im Norden an die Sagaing-Region, im Osten an den Shan-Staat und im Süden an den Kayin-Staat und die Bago-Region. Im Westen grenzt sie an die Magwe-Region. Die Hauptstadt der Mandalay-Region ist die gleichnamige Stadt Mandalay.
Bis 2010 lag die neue Hauptstadt Myanmars, Naypyidaw, in der Mandalay-Region, wurde dann jedoch als Unionsterritorium Naypyidaw aus ihr herausgelöst.

## Wirtschaft
Die Mandalay-Region ist eine der wichtigsten Regionen von Myanmar. Landwirtschaft spielt die größte Rolle, besonders der Anbau von Reis, Mais, Weizen, Sesam, Baumwolle, Tabak, Chili, Zuckerrohr und Gemüse. Des Weiteren befinden sich Textilfabriken, Zucker- und Reismühlen und Edelsteinminen im Gebiet der Region Mandalay. Der Tourismus spielt auch eine immer größere Rolle, zumal neben der alten Königsstadt Mandalay einige wichtige historische Stätten wie Ava, Amarapura und Bagan, sowie die touristisch interessanten Ziele Mount Popa und die Stadt Pyin U Lwin auf dem Gebiet der Mandalay-Region liegen.

## Distrikte
Die Mandalay-Region gliedert sich in sieben Distrikte: Kyaukse, Mandalay, Meiktila, Myingyan, Nyaung U, Pyinoolwin und Yamethin.